# Breasclete
Breasclete, schottisch-gälisch Breascleit, ist eine Ortschaft auf der schottischen Hebrideninsel Lewis and Harris. Sie ist nicht zu verwechseln mit dem nahegelegenen Breaclete auf Great Bernera.

## Lage
Breasclete liegt im Nordwesten von Lewis, dem Nordteil der Doppelinsel Lewis and Harris, am Ostufer des East Loch Roag gegenüber der unbewohnten Insel Keava. Die nächstgelegenen Ortschaften sind das zwei Kilometer südlich gelegene Callanish und die drei Kilometer nordwestlich gelegene Ortschaft Tolstachaolais. Stornoway, der Hauptort der Insel, befindet sich 21 Kilometer östlich. Dort beginnt auch die durch Breasclete verlaufende A858, die bis Barvas die Ortschaften entlang der Nordwestküste von Lewis an das Straßennetz anschließt.

## Geschichte
Die Umgebung von Breasclete weist frühe Besiedlungsspuren auf, zu den die Megalithanlage von Callanish zählt. Nordöstlich beziehungsweise nördlich der Ortschaft befinden sich insgesamt drei denkmalgeschützte Cairns, die als Grabbauten teils auf die Steinzeit datiert werden. Auf einer Anhöhe östlich der Ortschaft befindet sich der Menhir am Beinn Bheag.
Auf dem Siedlungsgebiet befanden sich einst verschiedene separierte Siedlungen, die entweder aufgelassen wurden oder mit Breasclete verschmolzen. Die Ortschaft entwickelte sich als Crofter-Siedlung. Heute spielt auch ein zwischenzeitlich von BASF übernommener pharmazeutischer Betrieb sowie die Fischverarbeitung eine Rolle. Das örtliche Leuchtturmwärterhaus, das einst die Wärterfamilien des Flannan Isles Lighthouse bewohnten, ist heute denkmalgeschützt.
1871 lebten in Breasclete 371 Personen. Nach 233 Einwohnern im Jahre 1961, wurden 1971 bei Zensuserhebung 234 Einwohner gezählt. 1991 lebten 500 Personen in Breasclete.